# Thoracochromis buysi
Thoracochromis buysi és una espècie de peix pertanyent a la família dels cíclids i a l'ordre dels perciformes.

## Descripció i reproducció
Fa 14 cm de llargària màxima. És de fecundació externa i les femelles incubadores bucals.

## Alimentació
El seu nivell tròfic és de 3.

## Hàbitat i distribució geogràfica
És un peix d'aigua dolça, bentopelàgic i de clima tropical (11°S-18°S), el qual viu a l'Àfrica sud-occidental: els hàbitats sorrencs amb vegetació del riu Cunene a Angola i Namíbia.

## Observacions
És inofensiu per als humans, el seu índex de vulnerabilitat és baix (15 de 100) i no frueix de cap mena de protecció legislativa.